# Vittoria Bogo Deledda

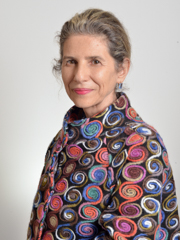
Imagem da Senadora Vittoria Francesca Maria Bogo Deledda (18ª legislatura)

Vittoria Bogo Deledda (1 de janeiro de 1967 - 17 de março de 2020) foi uma política italiana do Movimento Cinco Estrelas, que serviu como senadora. Ela fez parte da Legislatura XVIII.

## Biografia
Depois de se formar no colégio científico "Enrico Fermi" em Nuoro, ela obteve dois diplomas, em sociologia e ciências políticas, na Universidade La Sapienza de Roma. Em 1992 foi contratada pela administração municipal de Budoni como chefe dos Serviços Sociais, Cultura e Turismo.
Ela morreu em 17 de março de 2020, aos 53 anos, de cancro.